# Louis Armand (Höhlenforscher)

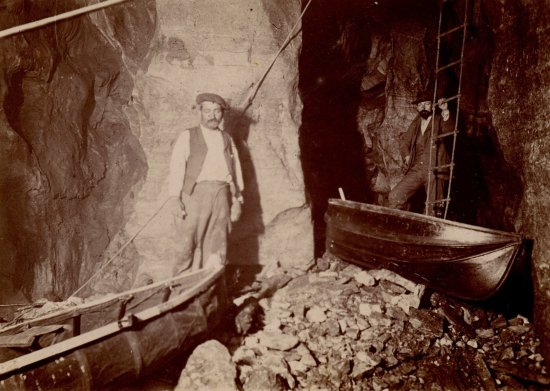
Louis Armand

Louis Armand (* 23. August 1854 in der Nähe von Saint-Affrique; † 22. Januar 1921 in Le Rozier, Département Lozère) war ein französischer Höhlenforscher.
Er war Schmied in Le Rozier im Département Lozère. Édouard Alfred Martel beauftragte ihn mit der Herstellung einiger Ausrüstungsgegenstände für seine Höhlenexpeditionen in der Nähe. Louis Armand interessierte sich für die Arbeit von Martel und begleitete ihn bei einigen Erkundungstouren. Die beiden wurden gute Freunde. Am 19. September 1897 entdeckte Louis Armand die später nach ihm benannte Karsthöhle Aven Armand, die er zusammen mit Martel erforschte. Armand kaufte das Grundstück mit der Höhle und baute sie für Besucher aus.
Auch am Ausbau anderer Höhlen wie dem Gouffre de Padirac und der Höhle von Dargilan war er beteiligt.
Erblindet und an einem Magenleiden erkrankt, starb Louis Armand Anfang 1921.
In Le Rozier wurde zu Ehren von Armand und Martel ein Denkmal aufgestellt. Es wurde am 11. Juni 1927 eingeweiht.